# Jürgen Jansen
Jürgen Jansen (* 16. Oktober 1960 in Essen) ist ein ehemaliger deutscher Fußballschiedsrichter. Er gehört dem Kreis 12, Essen Süd-Ost im Fußballverband Niederrhein an. Er leitete in der Zeit von 1993 bis 2006 insgesamt 143 Spiele in der 1. Fußball-Bundesliga.
Nach seiner Ausbildung zum Kaufmann für Versicherungen und Finanzen bei einem großen Versicherungskonzern in Köln, absolvierte er das Studium zum Versicherungsfachwirt an der Fachhochschule Düsseldorf. Seit 2006 ist Jürgen Jansen selbständiger Vermögensberater und lebt mit seiner Familie in Essen.
2005 wurde im Rahmen des Fußball-Wettskandals temporär gegen ihn ermittelt. Seitens der Staatsanwaltschaft Berlin wurde das Verfahren eingestellt. Durch den DFB wurde er vollständig rehabilitiert und erhielt eine Entschädigung. Seine aktive Karriere als Bundesligaschiedsrichter beendete er auf eigenen Wunsch, kurz vor dem Erreichen der Altersgrenze, im Alter von 45 Jahren im Herbst 2006. Seitdem ist Jansen durchgängig als Schiedsrichterbeobachter und Coach für den DFB in den Bundesligen aktiv tätig.
Während der Fußball-Europameisterschaft 2016 in Frankreich und der Fußball-Weltmeisterschaft 2018 in Russland war Jansen als Schiedsrichterexperte für die ARD tätig.